# Märchensiedlung

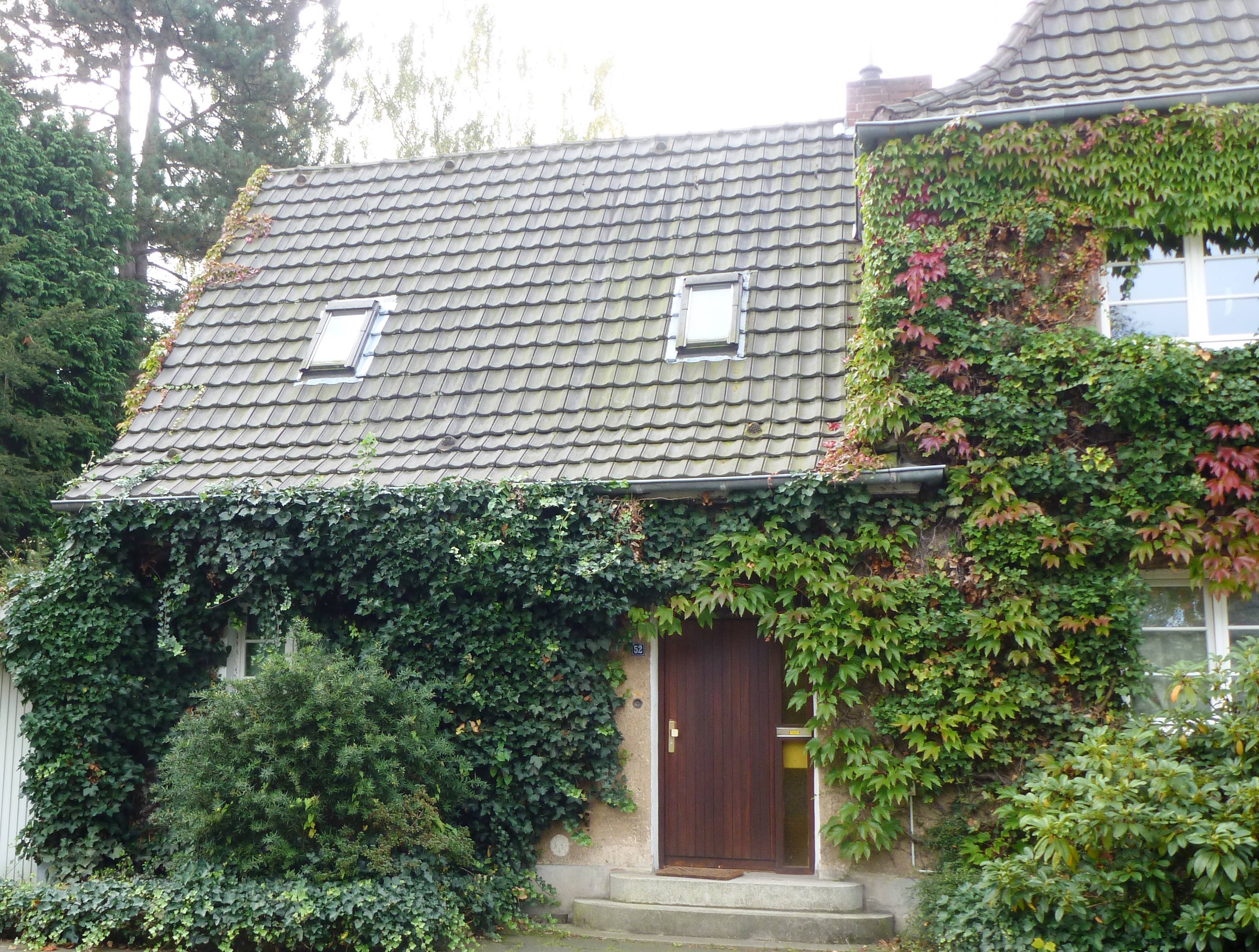
Haus in der Märchensiedlung

Zum Teil auf Holweider, zum Teil auf Dellbrücker Gebiet liegt die Kölner Märchensiedlung. Ihr Name sollte ursprünglich „Siedlung Iddelsfeld“ lauten. Sie wurde zwischen 1922 und 1929 im Zuge der rechtsrheinischen Stadterweiterung von der GAG Köln südlich der Bergisch Gladbacher Straße errichtet. Architekt der Siedlungsbauten war Manfred Faber (1879–1944, ermordet im KZ Auschwitz), einzelne Bauten gehen auf Wilhelm Riphahn zurück. Die gesamte Siedlung besteht aus 181 Einfamilienhäusern, die auf den früheren Ländereien des mittelalterlichen Rittergutes Iddelsfeld entstanden. Das „Märchenhafte“ findet sich in Bezeichnungen wie Siebenrabengasse oder Drosselbartstraße wieder, soll aber auch die Idee vom „Wohnen wie im Märchen“ ausdrücken. Die zentrale vertikale Achse trägt den Namen Märchenstraße.
Ziel war es zunächst, einfachen Bevölkerungsgruppen preiswerte Familienheime anzubieten. Ab 1927 bildete sich die gemeinnützige Baugenossenschaft Iddelsfeld, die ihren Mitgliedern den Erwerb der Häuser ermöglichen sollte. Die sich ursprünglich auch auf eine Fläche südlich der Straßenbahntrasse bis zur Neufelder Straße reichende Gesamtplanung wurde nur zu einem Bruchteil verwirklicht. Die östliche Seite der Märchenstraße wurde etwas später mit Reihenhäusern nach anderem, eher mittelständischen Vorbild bebaut. Auch wichtige Eckgrundstücke blieben zunächst frei und wurden viel später individuell bebaut. 
Mit der Siedlung wurden Ideale der aus England kommenden Gartenstadtbewegung für einen vorstädtischen, sozial ausgerichteten Wohnungsbau umgesetzt. Große Grundstücke machten Kleintierhaltung und Gemüseanbau möglich, sie waren allerdings auch notwendig, da es keinen Kanalanschluss gab und Schmutzwasser auf dem Gelände versickern sollte.
Die Häuser in der Märchensiedlung stehen fast ausnahmslos unter Denkmalschutz. (Siehe auch: Liste der Baudenkmäler im Kölner Stadtteil Holweide und Liste der Baudenkmäler im Kölner Stadtteil Dellbrück) und sind mit wenigen Ausnahmen inzwischen in Privateigentum.